# Ивановка (Павловский район)
Ивановка — деревня Павловском районе Ульяновской области. Входит в состав Холстовского сельского поселения. 

## География
Находится на расстоянии примерно 15 километров по прямой на север-северо-восток от районного центра поселка Павловка.

## История
Село основано в конце XVIII века отставным генералом Дуровым, переселившим сюда крестьян из-под Суздали. Поэтому некоторое время деревня и называлась Суздаль. Нынешнее название деревня носит с начала XIX века, когда ее купил помещик Иван Салтыков.

## Население
Население составляло 115 человек в 2002 году (русские 93%), 93 по переписи 2010 года.